# Commodore 64 Games System

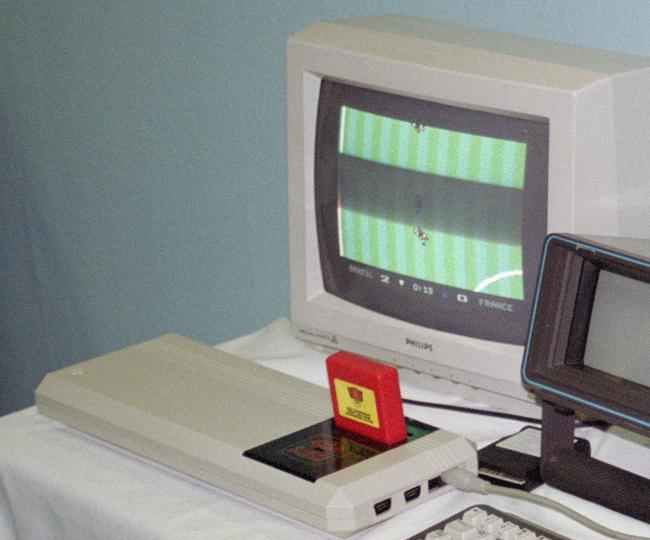

Commodore 64 Games System (часто сокр. C64GS) — игровая приставка на основе картриджа, созданная компанией Commodore на базе популярного домашнего компьютера Commodore 64. Устройство было выпущено в декабре 1990 года, в попытке войти на бурно развивающийся рынок игровых устройств. Продажи проходили только в Европе — в Великобритании и Германии. В целом этот проект признаётся коммерческим провалом: было произведено около 80 тысяч машин, лишь 25 % от этого числа было продано, остальные были возвращены и использованы для выпуска компьютеров C64.
C64GS была не первой попыткой Commodore сделать приставку из C64: в 1982 году была выпущена Commodore MAX Machine — сильно урезанный вариант компьютера, ориентированный только на игры. C64GS была гораздо ближе к C64, и совместима с ним.

## Игры
Поддержка разработчиков игр была очень слабой — многие сомневались что приставка станет успешной. Наибольшая поддержка была получена от Ocean Software, которая предложила ряд игр, часть из которых была напрямую портирована с кассетных версий, другая часть специально разработана под картридж. Также систему поддержали Domark и System 3, появилось ряд конверсий от Codemasters и Microprose.
Вместе с приставкой поставлялся картридж с четырьмя играми: Fiendish Freddy's Big Top O'Fun, International Soccer, Flimbo's Quest и Klax; все эти игры, кроме International Soccer, ранее выходили на кассетах, но используемый способ управления (не требующий клавиатуры) делал их подходящими для приставки. International Soccer ранее в 1983 году выходил на картридже для C64.
Ocean представила для C64GS ряд игр, включающий переработанную версию Double Dragon (эта версия больше похожа на вариант для NES, чем на кассетную версию для C64), Navy SEALS, Robocop 2, Robocop 3, Chase HQ 2: Special Criminal Investigation, Pong, Battle Command, Toki, Shadow of the Beast и Lemmings. Также для приставки была выпущена Batman The Movie, но эта была прямая конверсия кассетной версии, и между уровнями на короткое время даже появлялась надпись «Press PLAY». На первых партиях картриджей Ocean был производственный брак: контакты лежали слишком глубоко в корпусе картриджа и это мешало использовать картридж на компьютере.
System 3 выпустила Last Ninja Remix и Myth: History in the Making, но обе игры были уже доступны на кассете. Domark представила Badlands и Cyberball, обе вышли только на картриджах.
Несколько игр от Codemasters и Microprose были переработаны в сборники для C64GS и изданы через The Disc Company. Так сборник Fun Play включал Fast Food Dizzy, Professional Skateboard Simulator и Professional Tennis Simulator. В Power Play входили Rick Dangerous, Stunt Car Racer и Microprose Soccer; последние две игры пришлось значительно изменить с тем чтобы приспобобить к приставке.
Как ни странно, сама Commodore никогда не выпускала и не публиковала игр для своей приставки, за исключением картриджа с четырьмя играми, входившими в комплект поставки.

## Технические особенности
По схемотехнике C64GS почти не отличалась от C64: плата была почти такая же, но разъём картриджа был повёрнут так чтобы картридж вставлялся сверху. ПЗУ с BASIC был заменён простой программой — если вставлен картридж то он запускается, иначе пользователю показывается приглашение вставить картридж. Порт расширения, последовательный интерфейс, порт магнитофона — присутствовали на плате, но не были выведены наружу.
Формат картриджа остался таким же как на C64, но это играло против приставки: игр, адаптированных к приставке было мало, пользователи покупали картриджи от C64, и быстро убеждались что без клавиатуры использовать их невозможно.

## Основные причины провала
За два месяца до релиза в журнале «Zzap! 64» сообщалось, что с выходом C64GS для неё будет доступно до 100 игр; когда приставка появилась на полках, в наличии было лишь 28 игр, большинство из которых были конверсиями и компиляциями ранее вышедших игр, большей частью от Ocean; лишь 9 игр были эксклюзивными, сделанными к выходу приставки.
Основные причины коммерческой неудачи C64GS:
- Слабая поддержка со стороны разработчиков игр — Большинство существующих игр для C64 было сложно или невозможно использовать на C64GS из-за отсутствия клавиатуры. Те разработчики кто поддержал приставку, сделали это во многом по той причине что картридж можно было использовать на оригинальном C64, и это страховало от неудачи.
- Конкуренция с Commodore 64 — Приставка была по сути урезанной версией C64, на котором были те же самые игры, и сам компьютер предлагался по доступной цене. Картридж позволял намного быстрее загрузить игру, зато кассетная версия стоила дешевле.
- Устаревшие технологии — C64 появился в 1982 году, в приставке C64GS 1990 года выпуска не было ничего нового (то есть система оказалась недостаточно мощной).
- Высокая конкуренция на рынке игровых систем — 8-разрядная C64GS вышла на рынок одновременно с новыми 16-разрядными приставками Sega Mega Drive и Super Nintendo. В том же году на европейский рынок вышла 8-разрядная игровая приставка Amstrad GX4000, столкнувшаяся с теми же трудностями.

Спустя несколько лет Commodore вновь вышла на рынок игровых систем с Amiga CD32, которая испытывала подобные проблемы, но всё же стала гораздо более успешной чем C64GS.